# Divišov
Divišov (németül Diwischau) kisváros Csehországban a Közép-Csehországi kerület délkeleti részében.

## Népesség
A település népessége az elmúlt években az alábbi módon változott:
| Lakosok száma | 3278 | 2943 | 2384 | 1700 | 1451 | 1482 | 1629 | 1738 | 1725 | 1810 |
|               | 1869 | 1900 | 1921 | 1961 | 1980 | 2004 | 2016 | 2019 | 2021 | 2024 |

## Külső hivatkozások
- Divisov város honlapja
- Speedway
- Vár
- Zsinagóga